# Liste des vitesses de détonation d'explosifs
Cet article liste les vitesses de détonation à masse volumique spécifiée (en général, la plus haute) de divers composés explosifs.
La vitesse de détonation est un important indicateur de l'énergie globale ou de la puissance de la détonation, et en particulier pour les explosifs brisants de l'effet destructeur d'un explosif.
| Nom de l'explosif                         | Abréviation   | Vitesse de détonation (m/s) | Masse volumique (g/cm3) |
| ----------------------------------------- | ------------- | --------------------------- | ----------------------- |
| Explosifs aromatiques                     |               |                             |                         |
| 1,3,5-Trinitrobenzène                     | TNB           | 7 450                       | 1,6                     |
| 1,3,5-Triazido-2,4,6-trinitrobenzène (en) | TATNB         | 7 300                       | 1,71                    |
| 4,4'-Dinitro-3,3'-diazénofuroxane (en)    | DDF           | 10 000                      | 2,02                    |
| Trinitrotoluène                           | TNT           | 6 900                       | 1,6                     |
| 2,4,6-Trinitroaniline (en)                | TNA           | 7 300                       | 1,72                    |
| Tétryl                                    |               | 7 570                       | 1,71                    |
| Acide picrique                            | TNP           | 7 350                       | 1,7                     |
| Dunnite                                   |               | 7 150                       | 1,6                     |
| Picrate de méthyle                        |               | 6 800                       | 1,57                    |
| Picrate d'éthyle                          |               | 6 500                       | 1,55                    |
| Trinitrochlorobenzène (en)                |               | 7 200                       | 1,74                    |
| Trinitrocrésol                            |               | 6 850                       | 1,62                    |
| Styphnate de plomb                        |               | 5 200                       | 2,9                     |
| Triaminotrinitrobenzène                   | TATB          | 7 350                       | 1,80                    |
| 4,4’-Dinitro-3,3’-diazenofuroxan          | DDF           | 10 000                      | 2,02                    |
| Explosifs aliphatiques                    |               |                             |                         |
| Nitrate de méthyle                        |               | 8 000                       | 1,21                    |
| Nitroglycol                               | EGDN ou GDN   | 8 000                       | 1,48                    |
| Nitroglycérine                            | NG            | 7 700                       | 1,59                    |
| Hexanitrate de mannitol (en)              | MHN           | 8 260                       | 1,73                    |
| Tétranitrate de pentaérythritol           | PETN          | 8 400                       | 1,76                    |
| Tétranitrate d'érythritol                 | ETN           | 8 200                       | 1,72                    |
| Pentanitrate de Xylitol                   | XPN           | 7 100                       | 1,852                   |
| Éthylène dinitramine                      | EDNA          | 7 570                       | 1,65                    |
| Nitroguanidine                            | NQ            | 8 200                       | 1,7                     |
| Cyclotriméthylènetrinitramine             | RDX           | 8 750                       | 1,76                    |
| Cyclotétraméthylène-tétranitramine        | HMX           | 9 100                       | 1,91                    |
| 1,1-diamino-2,2-dinitroethene             | FOX-7 / DADNE | 8 335                       | 1,76                    |
| Hexanitrohexaazaisowurtzitane             | HNIW ou CL-20 | 9 400                       | 2,04                    |
| Tétranitroglycoluril (ja)                 | Sorguyl       | 9 150                       | 1,95                    |
| Octanitrocubane                           | ONC           | 10 100                      | 2,0                     |
| Nitrocellulose                            | NC            | 7 300                       | 1,2                     |
| Nitrate d'urée (en)                       | UN            | 4 700                       | 1,59                    |
| 1,3,3-Trinitroazetidine                   | TNAZ          | 9 597                       | 1,84                    |
| Explosifs organiques                      |               |                             |                         |
| Peroxyde d'acétone                        | AP            | 5 300                       | 1,18                    |
| Peroxyde d'acétyle                        |               |                             |                         |
| Explosifs inorganiques                    |               |                             |                         |
| Fulminate de mercure                      |               | 4 250                       | 3,0                     |
| Azoture de plomb                          |               | 4 630                       | 3,0                     |
| Azoture d'argent                          |               | 4 000                       | 4,0                     |
| Nitrate d'ammonium                        | AN            | 5 270                       | 1,3                     |
| Nitrate d'hydrazine de nickel             | NHN           | 8 150                       | 1,7                     |
| Perchlorate d'ammonium                    | AP            | 6 300                       | 1,95                    |
| Poudre flash                              | KClO4/Al      | 4 600                       | 1,5                     |
| Mixture d'Armstrong                       | AM            | 4 500                       | 1,5                     |